# انگلیسی شکسته

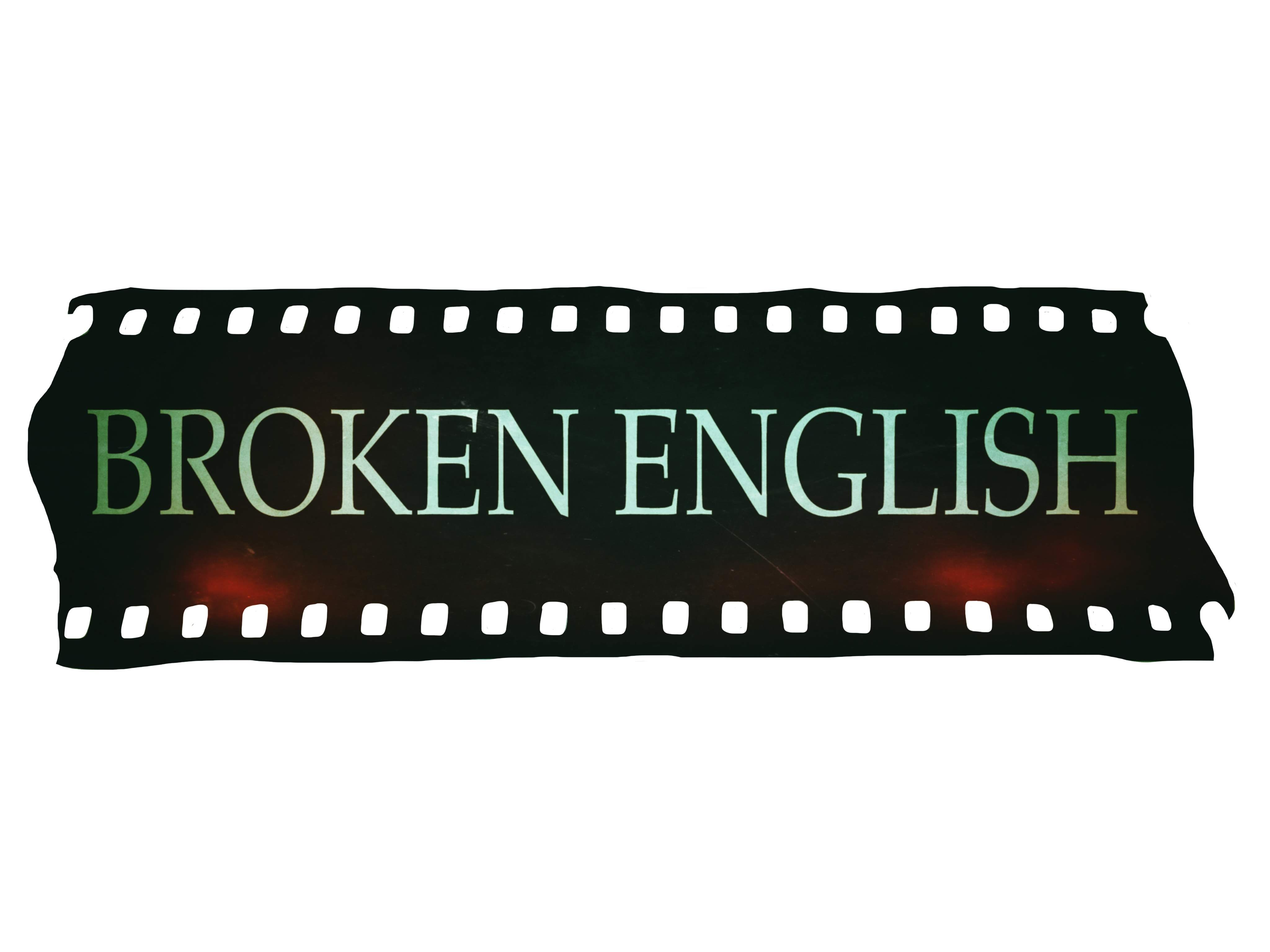

انگلیسی شکسته (به انگلیسی: Broken English) به شکلِ گفتاری غیرمعیار و غیرسنتی زبان انگلیسی یا صورت نوشتاریِ آن اطلاق می‌شود. این صورت‌های زبان انگلیسی اگر در بافتی که بیش از یک زبان در آن استفاده شده است به کار رود، بعنوان پیجین نظر گرفته شود. بر اساس رایج‌ترین تعریف پذیرفته شده از این اصطلاح انگلیسی شکسته شامل واژگان انگلیسی است که تحت تأثیر نحوِ زبانِ بومی یک فرد غیرانگلیسی‌زبان قرار گرفته است از جمله ترتیب کلمات سایر جنبه های ساختار جمله و وجود یا عدم وجود حرف تعریف در زبان اصلی گویش‌ور. 
در برخی جوامع جوانان ممکن است عمداً نسخه هایی از زبان انگلیسی را که افراد مسن آن را انگلیسی شکسته می دانند اتخاذ کنند. به عنوان مثال در میان مائوری های نیوزیلند نسل جوان مهارت بیشتری در زبان انگلیسی نسبت به نسل قبلی داشت اما عمداً تغییراتی را در این زبان انجام می‌داد تا احساس هویت فرهنگی خود را تأیید کند.
در ادبیات انگلیسی شکسته غالباً برای به تصویر کشیدنِ خارجی بودن یک شخصیت یا کمبود هوش یا تحصیلات آن شخصیت استفاده می شود. با این حال شاعران نیز به عمد از انگلیسی شکسته استفاده کرده اند تا برداشت هنری مطلوبی ایجاد کنند یا به‌طور آزمایشی به نوشتاری خلاقانه  که بین انگلیسی استاندارد و زبان یا گویش محلی است، بپردازند.
به عنوان مثال در هنری پنجم ویلیام شکسپیر از انگلیسی شکسته برای نشان دادن غرور ملی متحدان اسکاتلندی و ایرلندی در حمله پادشاه به نرماندی استفاده کرد. هنگامی که هنری خود از کاترین پرنسس فرانسوی می‌خواهد با او ازدواج کند، از آنجا که می‌داند که تسلط وی به زبان انگلیسی محدود است به او می‌گوید: "بیا پاسخ تو در موسیقی شکسته است ؛ زیرا صدای تو موسیقی است و انگلیسی تو شکسته است ؛ بنابراین ملکهٔ همگان، کاترین با انگلیسی شکسته ذهنت را به من بسپار." 